# Marcha del Orgullo LGBT de Río de Janeiro
La Marcha del Orgullo LGBT de Río de Janeiro es una manifestación anual que se realiza en la ciudad brasileña de Río de Janeiro y que busca la igualdad de derechos para los gays, lesbianas, bisexuales y transgéneros, en compañía de los heteroaliados que los apoyan a través del activismo. Con el paso de los años, se ha convertido en un festival que congrega a diversas actividades paralelas, como por ejemplo exposiciones y conciertos.

## Historia
Los primeros intentos de generar una manifestación de personas LGBT en Río de Janeiro se remontan a 1993, cuando alrededor de 30 personas se desplazaron por la playa de Copacabana.
La primera marcha LGBT en Río de Janeiro se realizó el 25 de junio de 1995, denominada «Marcha por la Ciudadanía» con ocasión de la 17.ª Conferencia de la Asociación Internacional de Lesbianas, Gays, Bisexuales, Trans e Intersex (ILGA), desarrollada en dicha ciudad brasileña; en aquella ocasión se reunieron alrededor de 3000 personas bajo la organización del Grupo Arco-Íris y con la asistencia de figuras históricas del movimiento LGBT brasileño como Jane di Castro y la drag queen Isabelita dos Patins. También fue desplegada una bandera LGBT de 124 metros de largo.
La marcha LGBT en Copacabana ha sido organizada desde sus inicios por el Grupo Arco-Íris, y se ha realizado en distintas fechas cada año: en 2019 la marcha se llevó a cabo el 22 de septiembre, mientras que en 2022 (luego de su suspensión durante 2 años producto de la pandemia de COVID-19) se realizó el 27 de noviembre. La edición de 2023 de la marcha del orgullo LGBT de Río de Janeiro se realizará el 24 de septiembre.